# Mirko Basaldella

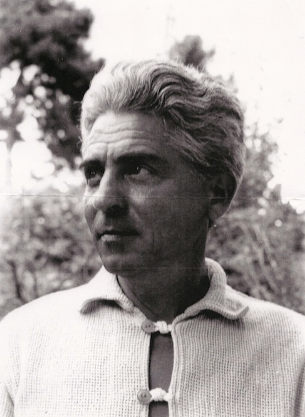
Mirko Basaldella

Mirko Basaldella (Udine, 28 settembre 1910 – Cambridge, 24 novembre 1969) è stato uno scultore e pittore italiano.

## Biografia

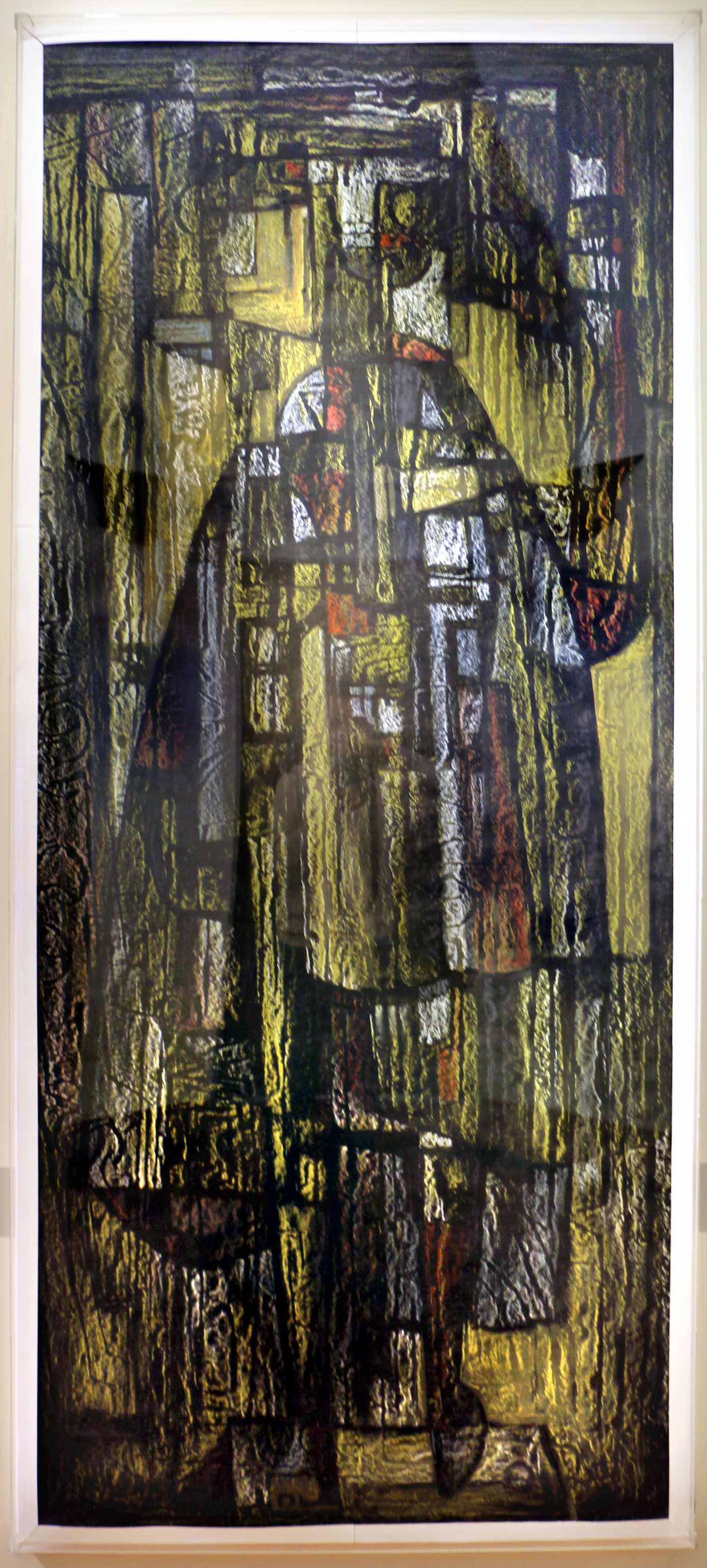
Senza titolo
bozzetto per mosaico (1957-59)
Collezione dei mosaici contemporanei del Museo d'arte della città di Ravenna

Nato a Udine il 28 settembre 1910 da Leo e Virginia Angeli, completò i suoi studi a Venezia, presso l'Accademia di Belle Arti di Firenze e la Scuola di Arti Applicate di Monza, sotto la guida di Arturo Martini. Dopo il 1930, collaborò con Martini prima a Monza e poi nel suo studio di Milano dal 1932 al 1934. La sua prima mostra avvenne a Udine nel 1928 insieme ai fratelli Afro e Dino, e al pittore A. Filipponi, nell'ambito della I Mostra della Scuola Friulana d'Avanguardia. Nel 1934, si trasferì a Roma, dove, insieme al fratello Afro, si avvicinò a Corrado Cagli e al gruppo di artisti e letterati della galleria della Cometa, influenzato dalle teorie estetiche di Cagli su "primordio" e "nuovi miti".
Le prime opere, esposte alla Galleria Sabatello di Roma nel 1934, erano sculture in bronzo che combinavano una maturità tecnica con una ricca fantasia, influenzate dalle nuove idee del contesto romano. Partecipò alla II Quadriennale di Roma nel 1935 e tenne la sua prima mostra personale nel gennaio 1936 alla galleria della Cometa, esponendo opere come il "Neofita", il "Narciso", il "Ragazzo con un pesce", e le due "Chimere", tutte in bronzo.
Nel 1936, partecipò alla Biennale di Venezia e tenne una nuova personale alla galleria della Zecca di Torino, insieme a Afro. Le sue prime affermazioni furono ben accolte dalla critica, come evidenziato da un lungo articolo di R. Melli su Quadrivio, che analizzava la "materia" e la "divaricazione" espressionista delle forme nelle sue sculture.
Nel 1937, visitò Parigi per l'Esposizione Universale e l'anno seguente espose alla Biennale di Venezia e alla Cometa Art Gallery di New York. Nel 1939, espose con Afro alla galleria Cairola di Genova e alla III Quadriennale, dove si impose con il "David", una scultura in bronzo che segnava una transizione verso una maggiore eleganza formale.
Tra il 1937 e il 1938, si concentrò su un'intensa attività disegnativa e tra il 1939 e il 1945, le sue opere mostrarono influenze diverse, dai richiami quattrocenteschi a elementi esotici, come le sculture a mosaico azteche. Dopo la guerra, dal 1946 al 1947, si dedicò al postcubismo e alla pittura "neometafisica", creando opere policrome e polimateriche.

Le sue sculture degli anni '40 e '50, esposte a New York, Roma, Milano e in diverse opere monumentali, dimostravano una padronanza di materiali diversi. Nel 1957, si trasferì negli Stati Uniti, a Cambridge, come direttore del Design Workshop della Harvard University.

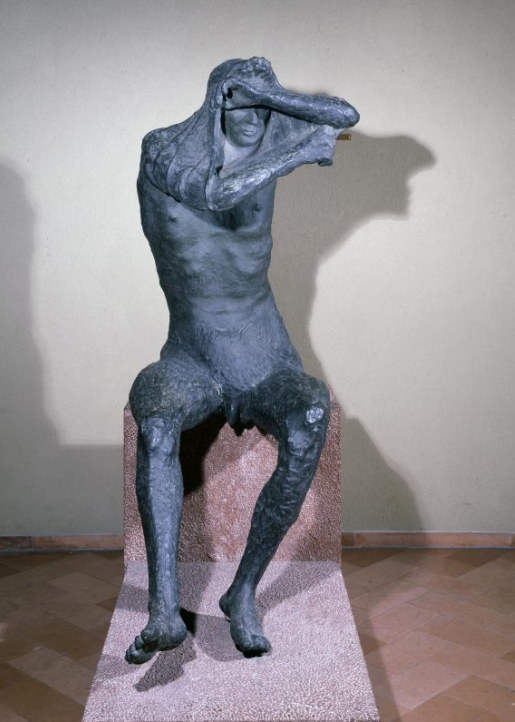
Neofita, 1934-1935, bronzo. Città del Vaticano, Musei Vaticani, Collezione d’arte contemporanea

Negli anni '60, creò nuovi cicli di sculture, utilizzando diverse tecniche, dal legno al bronzo, fino alla tecnica dell'assemblage. Il suo stile si sviluppò dall'informale al neodadaismo, e nei suoi ultimi anni, esplorò una lettura ironica della società contemporanea.
Morì il 24 novembre 1969 a Cambridge. La Fondazione Mirko fu fondata dalla moglie Serena Cagli nel 1977 per conservare il suo patrimonio artistico. Ricevette numerosi riconoscimenti e nel 1962 venne eletto membro dell'Academy of Arts and Sciences. Nel 1977, la Fondazione Mirko fu istituita a Roma da Serena Cagli per conservare il patrimonio artistico di Basaldella. Il 18 settembre 1978, C. L. Ragghianti fu nominato presidente e M. Morellini segretario della Fondazione, e la sua sede fu stabilita a Firenze a Palazzo Strozzi, primo nucleo del futuro Museo.
Fratello di Afro e Dino Basaldella, studiò al Liceo Artistico Michelangelo Guggenheim di Venezia, all'Accademia di Firenze e alla Scuola dell'arte di Monza. 

Lavorò nello studio di Arturo Martini come allievo fino al 1933, quindi si trasferì a Roma. Qui conobbe gli artisti della scuola romana quali: Scipione, Corrado Cagli (di cui sposò la sorella Serena), Antonietta Raphaël, Fazzini, Mazzacurati, Leoncillo.
Tenne la sua prima mostra nel 1935 alla Galleria La Cometa, galleria di proprietà della contessa Mimì Pecci Blunt e nella quale erano direttori artistici Libero de Libero e un giovanissimo Corrado Cagli. Un viaggio a Parigi, compiuto nel 1937 assieme al fratello Afro, lo aprì ad una visione più completa dell'arte uscendo dai confini della cultura mediterranea, assorbendo quella europea.
Nel 1935 si stabilì a Roma ed entrò nel gruppo milanese di Corrente. A New York, presso la galleria Knoedler nel 1947 tenne una mostra che ripeterà nei due anni successivi.
Tra il 1949 e il 1951 realizzò i tre cancelli delle Fosse Ardeatine, imponente scultura in bronzo. Questa significativa esperienza indirizzò Basaldella verso la ricerca di un nuovo modo di fare scultura, con strutture e materiali diversi da quelli tradizionalmente usati, tra cui cemento, reti metalliche, fili di ferro, materie plastiche.
Negli anni successivi ci furono molte visitazioni della cultura orientale, dell'iconologia mitica, dei totem, dei reperti assiri, mesopotamici, ebraici e precolombiani. Il periodo che va dal 1953 al 1960 fu caratterizzato dall'utilizzo di lamine di rame e di ottone ritagliate. A questo periodo creativo risalgono la Fontana delle voci della Spezia e la serie dei Leoni di Damasco e delle Chimere.
Nel 1957 fu chiamato a dirigere il Design work shop al Carpenter Center fot the Visual Arts della Harvard University di Cambridge nel Massachusetts, da qui la sua scultura viene orientata verso direzioni tecnologiche, meccanicistiche e verso stimolazioni fantastiche dell'artigianato sacrale dei pellerossa, alcuni temi obbligati della scultura vennero riportati in forme archeologiche.
Nel 1962 partecipò, insieme ai più importanti scultori internazionali dell'epoca, alla mostra Sculture nella città organizzata da Giovanni Carandente nell'ambito del V Festival dei Due Mondi a Spoleto. Presentò due sculture in bronzo del 1961: Totem e Motivo dentato.
Nella seconda metà degli anni sessanta si dedicò ad una nuova serie di legni dipinti, gli ultimi bronzi e bronzetti nascono dalla capacità dello scultore di plasmare ogni tipo di materia, dai materiali di scarto ai mattoni, ai residui dei materiali d'incarto industriale. Infine ricompaiono anche i temi dichiaratamente figurativi ispirati alla tematica biblica degli anni trenta, carichi di raffinate memorie culturali.

Mirko Basaldella morì negli USA, a Cambridge, nel 1969.

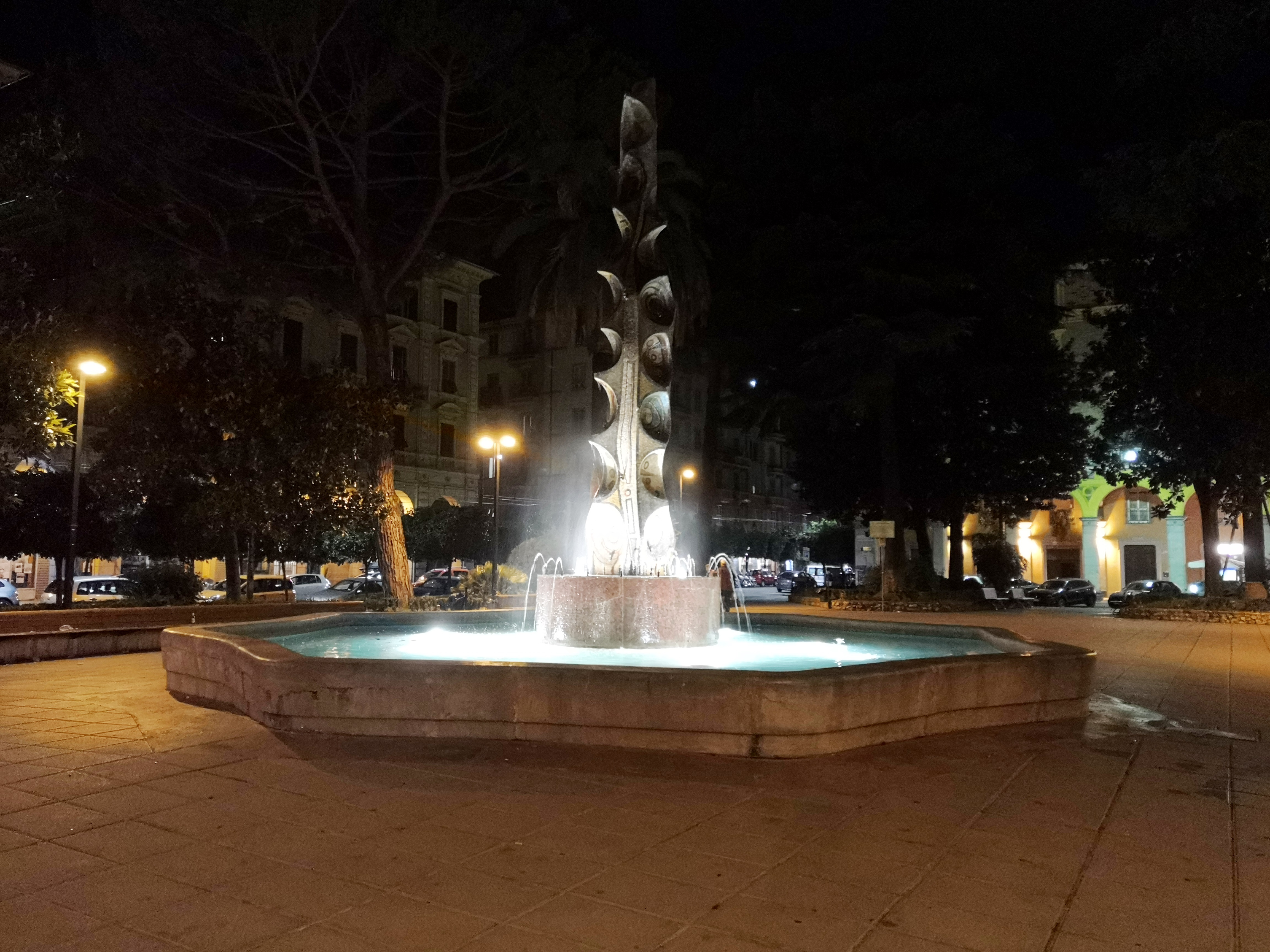
Fontana delle voci, 1956
La Spezia, piazza Brin

## Nei musei

### America
- Fogg Art Museum, Harvard University, Cambridge
- Filadelfia Museum
- Fogg Art Museum di Cambridge
- Filadelfia Museum
- Museo di Denver
- Leveret House alla Harvard University
- Krannert Art Museum di Urbana, Illinois

### Europa
- Fondazione Werner-Green a Burg Wartenstein in Austria
- Museo di Rotterdam

### Italia
- Peggy Guggenheim Collection
- Museo Novecento di Firenze
- Musei Vaticani - (Collezione d'arte religiosa moderna)
- Galleria nazionale d'arte moderna e contemporanea a Roma
- Pinacoteca della Biblioteca Malatestiana di Cesena
- Museo di arte moderna e contemporanea a Udine

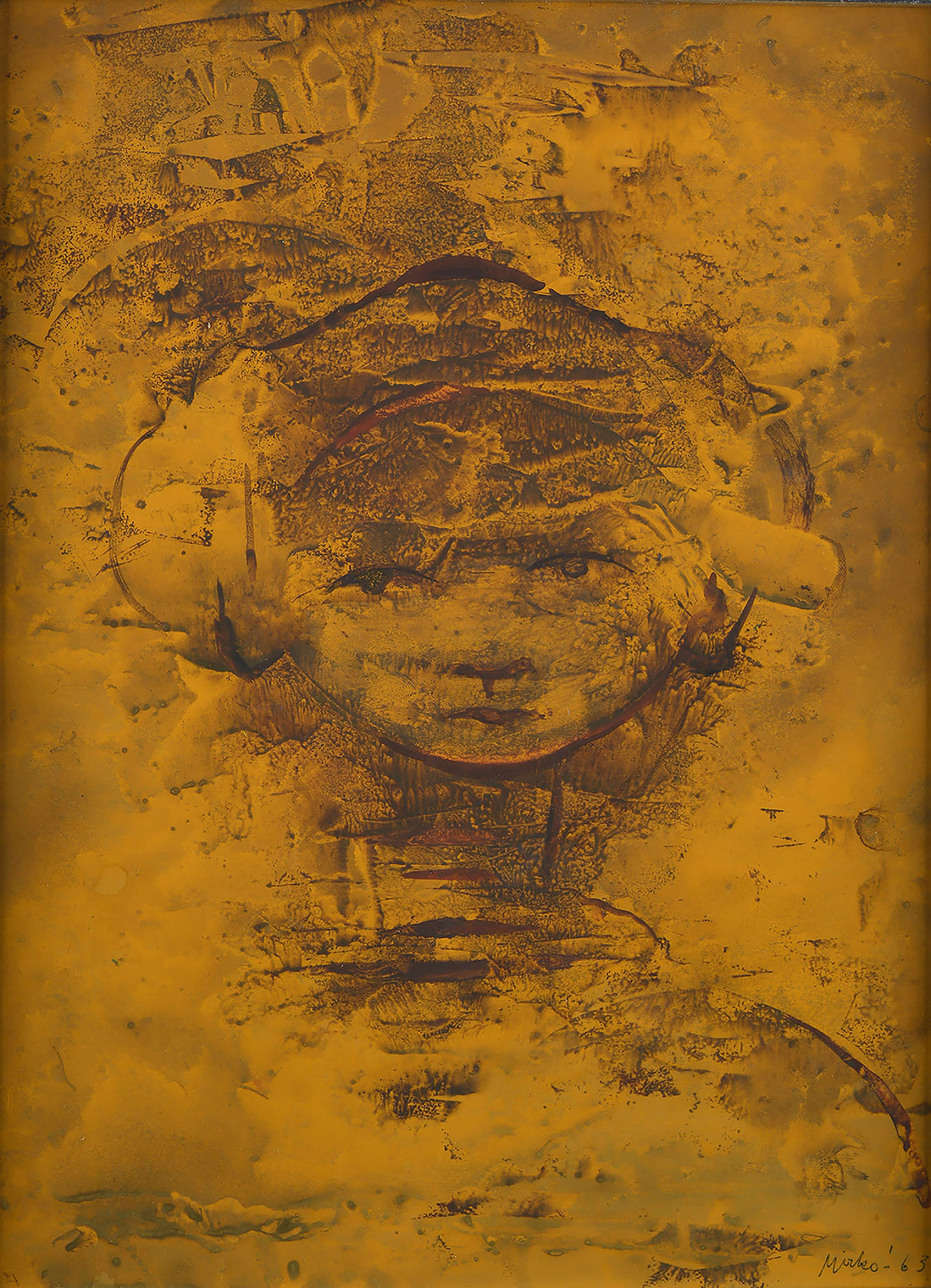
Mirko Basaldella - Senza titolo 1963 - Parma, Collezione Privata

- MAGI '900 di Pieve di Cento (BO)Mirko Basaldella - Senza titolo 1963 - Parma, Collezione Privata

## Riconoscimenti
Nel 1958 l'Accademia dei Lincei gli ha conferito il Premio Feltrinelli per le Arti.

## Opere
- Fosse Ardeatine a Roma
- Cimitero monumentale del Verano a Roma
- Palazzo C.I.T. di New York
- Fontana delle Voci, (1955), La Spezia
- Sede Centrale della FAO - Food and Agriculture Organization of the U.N. a Roma